# Зальцкоттен
Зальцкоттен (нем. Salzkotten) — город в Германии, в земле Северный Рейн-Вестфалия.
Подчинён административному округу Детмольд. Входит в состав района Падерборн.  Население составляет 24 868 человек (на 31 декабря 2010 года). Занимает площадь 109,5 км². Официальный код  —  05 7 74 036.

## География

### Административное деление
Следующие поселения, которые были независимыми до 1975 года, теперь относятся к городу Зальцкоттен и образуют так называемый "утиный клюв" бывшего района Бюрен:
| Части города                                    | Число жителей | Площадь км² | Плотность населения на км² | Представитель в Ратхаусе | Части города Зальцкоттен |
| ----------------------------------------------- | ------------- | ----------- | -------------------------- | ------------------------ | ------------------------ |
| Зальцкоттен                                     | 9898          | 24,087      | 411                        | Элизабет Койпер          | Части города Зальцкоттен |
| Мантингхаузен                                   | 1073          | 05,683      | 189                        | Вильфрид Деппе           | Части города Зальцкоттен |
| Нидернтудорф                                    | 2724          | 14,580      | 187                        | Генрих Ниггемайер        | Части города Зальцкоттен |
| Обернтудорф                                     | 1369          | 06,414      | 213                        | Ганс-Вернер Веззель      | Части города Зальцкоттен |
| Тюле                                            | 2022          | 14,582      | 139                        | Мариетерез Штрунц        | Части города Зальцкоттен |
| Упшпрунге                                       | 1930          | 08,426      | 228                        | Маркус Цахариас          | Части города Зальцкоттен |
| Ферлар                                          | 0784          | 03,676      | 213                        | Андре Бертельсмайер      | Части города Зальцкоттен |
| Ферне (с Малым Ферне и Энкхаузен)               | 2403          | 16,141      | 149                        | Лотар Меккер             | Части города Зальцкоттен |
| Шармеде                                         | 2625          | 08,660      | 303                        | Мария Даль               | Части города Зальцкоттен |
| Швелле (с Хользен, Хользер Хайде и Винкхаузен)¹ | 0645          | 07,547      | 085                        | Кристиан Хебер           | Части города Зальцкоттен |

¹ В народе прозванный „Соединёнными Штатами“

## Города-побратимы
- Бистршице-под-Гостинем Чехия

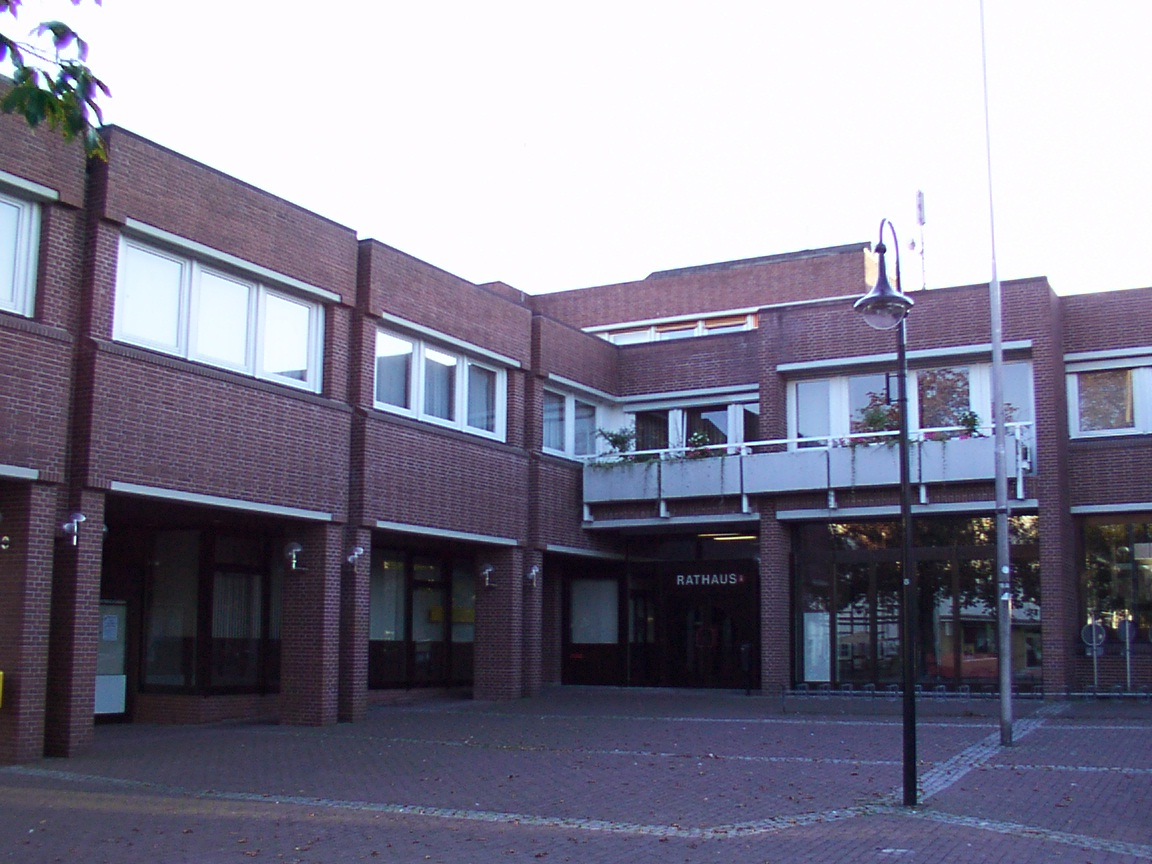
Зальцкоттен